# Lipianský potok
Lipianský potok – potok, lewy dopływ Torysy na Słowacji. Jest ciekiem 6 rzędu o długości 11,6 km. Wypływa  na wysokości około 1050 m na południowo-zachodnich zboczach szczytu Minčol (1157 m) w Górach Czerchowskich. Po opuszczeniu porośniętych lasem gór płynie przez pokryte łąkami obszary miejscowości Kamenica, następnie dokonuje przełomu między grzbietem Hromowca (szczyt Balažka) i Górami Czerchowskimi (szczyty Čeliská i Šperovec przepływa przez zabudowany rejon tej miejscowości i wypływa na Šariš. W zabudowanym rejonie sąsiedniej miejscowości Lipany uchodzi do Torysy. 
Główne dopływy: 
- prawostronne: Beskydský potok
- lewostronne: potok z południowo-zachodnich zboczy Zubaneca (903 m),  potok z doliny między wierzchołkiem 570 m i szczytem Čelíská (656 m), potok z zachodnich zboczy szczytu  Čelíská.

Lipianský potok płynie przez bardzo urozmaicony geologicznie teren. Jego zlewnia (wraz ze zlewniami dopływów) znajduje się w dwóch regionach geograficznych: Góry Czerchowskie i Šariš (podregiony: Ľubotínska pahorkatina, Hromovec i Šarišské podolie). Na części zwojego biegu płynie między wapiennymi wzgórzami Pienińskiego Pasa Skałkowego (Bradlove pasmo). Na jednym z tych wzgórz o nazwie Zámok (725 m) znajdują się ruiny Zamku Kamenica (Kamenický hrad).